# 小行星2814
小行星2814（2814 Vieira）是一颗围绕太阳公转的小行星。1982年3月18日，亨利·德波鸿诺在拉西拉天文台发现了此天体。
該小行星以比利時天文學家吉爾森·維埃拉（Gilson Vieira）命名。
这颗小行星的绝对星等为175.88791等。